# 鯖江インターチェンジ
鯖江インターチェンジ（さばえインターチェンジ）は、福井県鯖江市横越町にある北陸自動車道のインターチェンジである。

## 歴史
- 1976年（昭和51年）9月8日 - 整備計画が決まる[5]。
- 1979年（昭和54年）
  - 6月26日 - 連結申請[6]。
  - 8月10日 - 施行命令[6]
- 1980年（昭和55年）2月 - 調査測量を開始[7]。
- 1981年（昭和56年）
  - 3月 - 用地買収調印[7]。
  - 8月17日 - 着工[7]。
- 1983年（昭和58年）11月15日 - 北陸自動車道の武生IC - 福井IC間に新設（追加インターチェンジとして開設）、供用開始[1][2][3][8][9]。
- 1990年（平成2年）3月 - 鯖江バスストップ供用開始[10]。
- 2024年（令和6年）12月5日 - 料金所がETC専用になる[11]。

## 道路
- E8 北陸自動車道（7番）

直接接続
- 福井県道39号鯖江インター線
- 福井県道105号鯖江今立線

間接接続
- 国道8号

## 料金所
- ブース数：5

### 入口
- ブース数：2
  - ETC専用：1
  - ETC・サポート：1

### 出口
- ブース数：3
  - ETC専用：1
  - ETC・サポート：1
  - サポート：1

## 鯖江バスストップ
料金所外に設置。いったん料金所を出て再度本線へ戻るため、当停留所下車前には押しボタン、あるいは口頭で乗務員へその旨通知する必要がある。
- 鯖江駅東口から徒歩20分強。
- 鯖江市コミュニティバス「つつじバス」 中河・北中山線「Aコープ東さばえ店前（東鯖江4丁目）」バス停より徒歩約3分。

### 停車する高速バス
- 北陸道特急バス（福井鉄道・京福バス・名鉄バス・JR東海バス）
- 福井⇔大阪（福井鉄道・京福バス）※共同運行会社のうち阪急観光バス便は運休中
- 青春ドリーム福井号（JRバス関東）※運休中

## 周辺
- めがねミュージアム
- 福井県産業振興施設（サンドーム福井）
- ハピラインふくい線 鯖江駅
- 福井鉄道福武線 西鯖江駅
- 西山公園
  - 道の駅西山公園
  - 鯖江市西山動物園

## 隣
E8 北陸自動車道
(6)武生IC - (7)鯖江IC - 北鯖江PA - (8)福井IC